# Carex imandrensis
Carex imandrensis är en halvgräsart som beskrevs av Alfred Oswald Kihlman och Albert Hjalmar Hjelt. Carex imandrensis ingår i släktet starrar, och familjen halvgräs. Inga underarter finns listade i Catalogue of Life.